# First Crater
First Crater är ett berg i Antarktis. Det ligger i Östantarktis. Nya Zeeland gör anspråk på området. Toppen på First Crater är 1 meter över havet.
Terrängen runt First Crater är platt åt sydost, men åt nordost är den kuperad. Havet är nära First Crater västerut.  Trakten är glest befolkad. Närmaste befolkade plats är McMurdo Station, 1,5 kilometer söder om First Crater. 